# Axonotmesis
Die Axonotmesis ist ein traumatischer Schaden eines peripheren Nerven mit Durchtrennung des Axons. Die Myelinscheide aus Schwann-Zellen wird dabei ebenfalls beschädigt, entscheidend ist jedoch, dass die Kontinuität der Hüllstrukturen des Nerven (Endoneurium, Perineurium, Epineurium) erhalten bleibt. Da das Axon unterbrochen wurde, findet zunächst eine Waller-Degeneration statt. Der proximale Axon-Stumpf bildet einen Wachstumskegel aus und wächst entlang der erhaltenen Endoneuriumhülle aus. Bei erfolgreicher Regeneration ist die weitgehende Wiederherstellung der Funktion wahrscheinlich.

## Abgrenzung
Die Axonotmesis ist eine mittelschwere Form der Nervenverletzung. Sie wird in der von Herbert Seddon geprägten Einteilung  von der leichteren Neurapraxie und der noch schwereren Neurotmesis unterschieden
|  | Schema eines intakten Nervs |                                                             |
|  | Neurapraxie                 | Axon und Hüllgewebe sind erhalten.                          |
|  | Axonotmesis                 | Das Axon ist durchtrennt, das Hüllgewebe ist aber erhalten. |
|  | Neurotmesis                 | Komplette Durchtrennung des Nervs und seiner Hüllstrukturen |

## Untersuchungsbefunde
Neurographisch geht die Erregbarkeit des Nerven distal der Läsionsstelle verloren, im Innervationsgebiet des Nerven treten Paresen, Muskelatrophien und Sensibilitätsstörungen auf, auch vegetative Funktionen sind beeinträchtigt.

## Prognose
Bei der Axonotmesis degeneriert im Gegensatz zur Neurapraxie das Axon jenseits der Schädigungsstelle. Die Prognose ist trotzdem günstig, da die Kontinuität des umgebenden Bindegewebes und der Basalmembran erhalten ist. Daher kann eine weitgehende oder gar vollständige Regeneration der Nervenfunktion eintreten. Das Aussprossen eines neuen Axons geht mit einer Geschwindigkeit von 0,25 bis 3 mm pro Tag vonstatten. Die Restitution dauert daher erheblich länger als bei einer reinen Neurapraxie, – je nach Länge des geschädigten Nervenabschnittes in der Größenordnung von Wochen bis Monaten. Die Regenerationsfähigkeit bleibt über Jahre erhalten.